# Cinque cubi nel dodecaedro
In geometria solida il composto (regolare) di cinque cubi (talvolta anche "i cinque cubi nel dodecaedro" in senso descrittivo) costituisce uno dei cinque poliedri composti regolari. È formato da cinque identici cubi, disposti in modo tale che ogni cubo condivida ognuna delle 4 coppie di vertici opposti con uno degli altri quattro cubi.

## Dualità
Il poliedro duale del composto di cinque cubi è il composto di cinque ottaedri.

## Nucleo e inviluppo convesso
L'inviluppo convesso dei cinque cubi, ovvero il più piccolo poliedro convesso che li contiene tutti, è un dodecaedro regolare avente gli stessi 20 vertici dei cubi; le diagonali delle sue facce sono gli spigoli dei cubi.
L'intersezione dei cinque cubi, o nucleo del composto, è un triacontaedro rombico le cui facce giacciono sulle 30 facce dei cubi. Il composto di cinque cubi è infatti una stellazione del triacontaedro rombico.

## Simmetrie

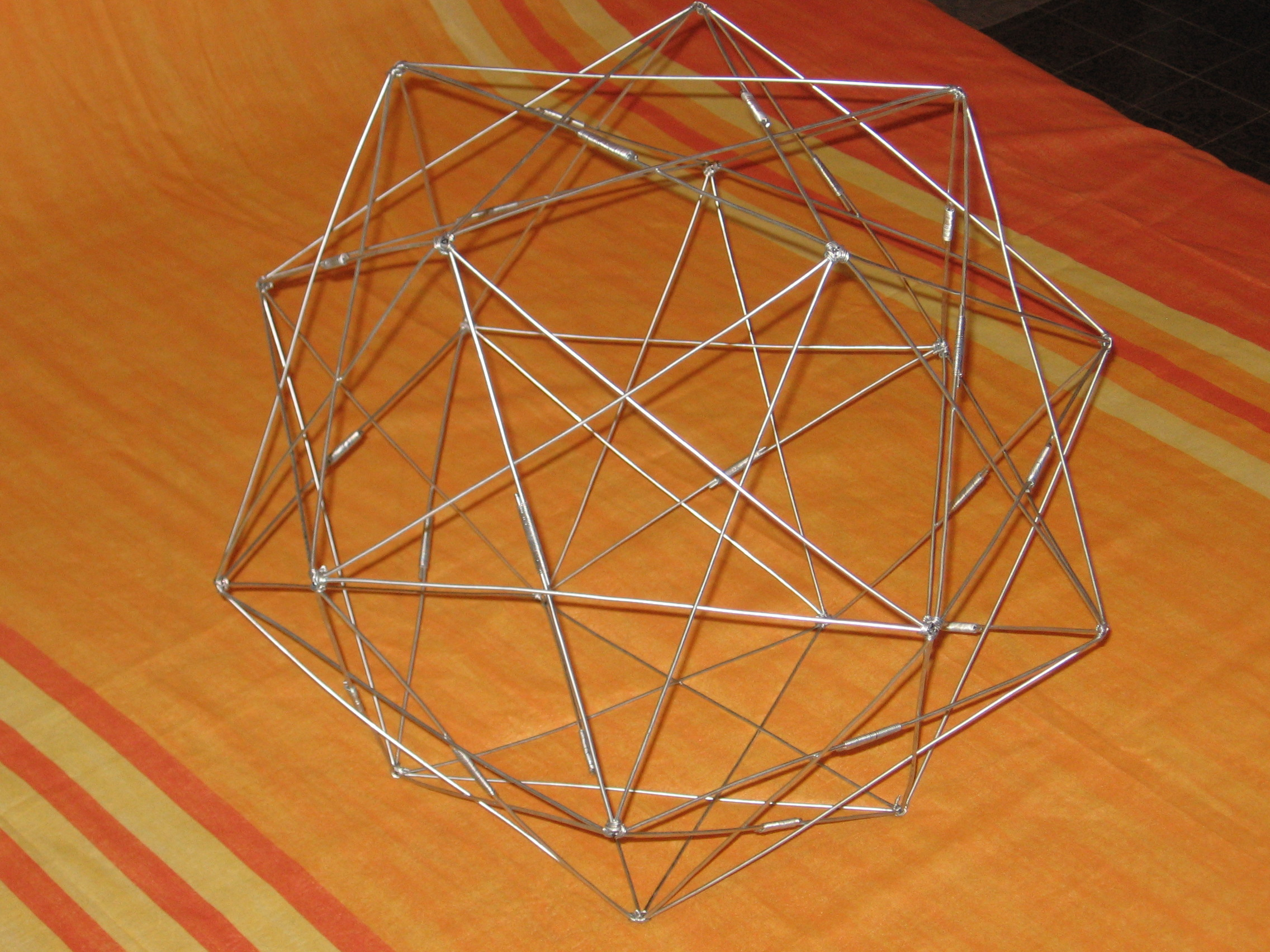
Lo scheletro dei cinque cubi nel dodecaedro

Il gruppo delle simmetrie del composto di cinque cubi ha 120 elementi; si tratta cioè del gruppo icosaedrale completo {\displaystyle I_{h}\cong A_{5}}×{\displaystyle 2} caratteristico dell'icosaedro e del dodecaedro.